# Carel Boshoff
Carel Boshoff (ur. 9 listopada 1927 w Nylstroom, zm. 16 marca 2011 w Oranii) – południowoafrykański teolog i działacz kulturalny.

## Życiorys
Urodzony 9 listopada 1927 w Nylstroom. Wychował się na farmie bydła w Waterberg, w młodości często jego rodzinę odwiedzali m.in. Johannes Gerhardus Strijdom i Hendrik Frensch Verwoerd. Od 1954 żonaty z Anną Verwoerd (zm. 2007), para miała sześcioro dzieci.
W 1951 ukończył studia w zakresie teologii na University of Pretoria i został misjonarzem Dutch Reformed Church w Lebowa i Soweto. Podczas pracy misjonarza ukończył (1961) studia magisterskie na tej samej uczelni. W 1967 wstąpił na wydział teologiczny University of Pretoria i rok później obronił doktorat. Przez pewien czas pełnił także funkcję dziekana wydziału. Wkrótce potem przyjął się do ośrodka badawczego South African Bureau of Race Relations. Boshoff mocno wierzył w teorię samostanowienia narodów. Zdawał sobie sprawę, że biali nie są w Południowej Afryce większością, wobec czego niemożliwe będzie ich samostanowienie. Na tej podstawie popierał i usprawiedliwiał tworzenie bantustanów. W 1972 Boshoff został przewodniczącym South African Bureau for Racial Affairs, konserwatywnego think tanku zajmującego się relacjami międzyrasowymi.
W 1980 został przewodniczącym Afrykanerskiego Związku Braci, ale w 1983 wystąpił z organizacji z powodu sprzeciwu wobec planów wprowadzenia trójizbowego parlamentu. W 1984 współzakładał Afrikaner Volkswag, konserwatywną organizację dążącą do ratowania afrykanerskiej tożsamości narodowej poprzez dążenie do pełnej politycznej i kulturalnej niezależności społeczności afrykarskiej.
Afrikaner Volkswag z czasem przekształciło się w Afrikaner-Vryheidstigting (Afrykanerską Fundację Wolności). Ruch nie uczestniczył w negocjacjach Konwencji dla Demokratycznej Południowej Afryki (CODESA) w latach 1990. i był izolowany ze względu na swoje dążenie do utworzenia państwa białych z części terytorium Południowej Afryki. Ze względu na posądzenia o rasizm Boshoff zmienił cele organizacji, zastępując działania na rzecz białych działaniami na rzecz Afrykanerów. W 1993 Boshoff spotkał się z Nelsonem Mandelą i dyskutował nad zagadnieniami afrykanerskiej tożsamości i własnego terytorium w nowej Południowej Afryce. Mandela zaprosił też Boshoffa do udziału w CODESA.
Zdawszy sobie sprawę, że Południowa Afryka nie będzie dążyć do stworzenia z części terytorium państwa dla Afrykanerów, Boshoff założył prywatne miasto Orania w Prowincji Przylądkowej Północnej na terenie opuszczonej osady którą zakupił w 1991 r.
Zmarł 16 marca 2011 w Oranii i tam został pochowany.